# Bassano Virtus 55 Soccer Team 2010-2011
Questa pagina raccoglie le informazioni riguardanti il Bassano Virtus 55 Soccer Team nelle competizioni ufficiali della stagione 2010-2011.

## Rosa
| N. |                      | Ruolo | Calciatore            |
| -- | -------------------- | ----- | --------------------- |
|    | Italia (bandiera)    | A     | Raffaele Baido        |
|    | Italia (bandiera)    | D     | Andrea Basso          |
|    | Italia (bandiera)    | D     | Alessandro Beccia     |
|    | Italia (bandiera)    | C     | Matteo Caciagli (I)   |
|    | Italia (bandiera)    | C     | Marco Criaco          |
|    | Italia (bandiera)    | C     | Lorenzo Crocetti      |
|    | Italia (bandiera)    | D     | Shadi Ghosheh         |
|    | Italia (bandiera)    | P     | Vincenzo Grillo       |
|    | Italia (bandiera)    | P     | Edoardo Grosso        |
|    | Italia (bandiera)    | A     | Saverio Guariniello   |
|    | Italia (bandiera)    | A     | Simone Iocolano       |
|    | Argentina (bandiera) | A     | Cristian La Grottería |

| N. |                     | Ruolo | Calciatore              |
| -- | ------------------- | ----- | ----------------------- |
|    | Italia (bandiera)   | A     | Cristian Longobardi     |
|    | Italia (bandiera)   | D     | Edoardo Lorenzini       |
|    | Italia (bandiera)   | C     | Giovanni Madiotto       |
|    | Italia (bandiera)   | D     | Giovanni Martina        |
|    | Germania (bandiera) | C     | Marcelo Aparicio Mateos |
|    | Italia (bandiera)   | C     | Daniele Niada           |
|    | Italia (bandiera)   | D     | Michele Pellizzer       |
|    | Italia (bandiera)   | D     | Sandro Porchia          |
|    | Cuba (bandiera)     | C     | Samon Reider Rodríguez  |
|    | Italia (bandiera)   | C     | Dario Venitucci         |
|    | Italia (bandiera)   | D     | Thomas Veronese         |
|    | Italia (bandiera)   | C     | Andrea Zamuner          |

## Risultati

### Lega Pro Prima Divisione

#### Girone di andata
| 22 agosto 2010, ore 16:00 CEST 1ª giornata | Bassano Virtus | 2 – 3 referto | SPAL |  |

| 29 agosto 2010, ore 16:00 CEST 2ª giornata | Ravenna | 1 – 1 | Bassano Virtus |  |

| 5 settembre 2010, ore 15:00 CEST 3ª giornata | Paganese | 2 – 1 | Bassano Virtus |  |

| 12 settembre 2010, ore 15:00 CEST 4ª giornata | Bassano Virtus | 2 – 1 | Sorrento |  |

| 19 settembre 2010, ore 15:00 CEST 5ª giornata | Monza | 2 – 0 | Bassano Virtus |  |

| 26 settembre 2010, ore 15:00 CEST 6ª giornata | Bassano Virtus | 1 – 0 | Pergocrema |  |

| 3 ottobre 2010, ore 15:00 CEST 7ª giornata | Pavia | 1 – 1 | Bassano Virtus |  |

| 10 ottobre 2010, ore 15:00 CEST 8ª giornata | Bassano Virtus | 0 – 1 | Lumezzane |  |

| 17 ottobre 2010, ore 15:00 CEST 9ª giornata | Südtirol | 1 – 0 | Bassano Virtus |  |

| 24 ottobre 2010, ore 15:00 CEST 10ª giornata | Bassano Virtus | 2 – 0 | Salernitana |  |

| 31 ottobre 2010, ore 14:30 CEST 11ª giornata | Verona | 1 – 1 | Bassano Virtus |  |

| 7 novembre 2010, ore 14:30 CET 12ª giornata | Bassano Virtus | 0 – 1 | Gubbio |  |

| 14 novembre 2010, ore 14:30 CET 13ª giornata | Como | 0 – 1 | Bassano Virtus |  |

| 21 novembre 2010, ore 14:30 CET 14ª giornata | Bassano Virtus | 0 – 0 | Spezia |  |

| 29 novembre 2010, ore 20:45 CET 15ª giornata | Reggiana | 0 – 1 | Bassano Virtus |  |

| 5 dicembre 2010, ore 14:30 CET 16ª giornata | Bassano Virtus | 0 – 0 | Cremonese |  |

| 12 dicembre 2010, ore 14:30 CET 17ª giornata | Alessandria | 1 – 0 | Bassano Virtus |  |

#### Girone di ritorno
| 19 dicembre 2010, ore 14:30 CET 18ª giornata | SPAL | 1 – 0 | Bassano Virtus |  |

| 9 gennaio 2011, ore 14:30 CET 19ª giornata | Bassano Virtus | 2 – 0 | Ravenna |  |

| 16 gennaio 2011, ore 14:30 CET 20ª giornata | Bassano Virtus | 1 – 0 | Paganese |  |

| 23 gennaio 2011, ore 14:30 CET 21ª giornata | Sorrento | 0 – 1 | Bassano Virtus |  |

| 6 febbraio 2011, ore 14:30 CET 22ª giornata | Bassano Virtus | 2 – 1 | Monza |  |

| 13 febbraio 2011, ore 14:30 CET 23ª giornata | Pergocrema | 1 – 2 | Bassano Virtus |  |

| 20 febbraio 2011, ore 14:30 CET 24ª giornata | Bassano Virtus | 0 – 0 | Pavia |  |

| 6 marzo 2011, ore 14:30 CET 25ª giornata | Lumezzane | 3 – 1 | Bassano Virtus |  |

| 13 marzo 2011, ore 14:30 CET 26ª giornata | Bassano Virtus | 0 – 0 | Südtirol |  |

| 20 marzo 2011, ore 14:30 CET 27ª giornata | Salerno | 2 – 0 | Bassano Virtus |  |

| 27 marzo 2011, ore 15:00 CEST 28ª giornata | Bassano Virtus | 1 – 1 | Verona |  |

| 10 aprile 2011, ore 15:00 CEST 29ª giornata | Gubbio | 1 – 1 | Bassano Virtus |  |

| 17 aprile 2011, ore 15:00 CEST 30ª giornata | Bassano Virtus | 2 – 2 | Como |  |

| 23 aprile 2011, ore 15:00 CEST 31ª giornata | Spezia | 1 – 0 | Bassano Virtus |  |

| 1º maggio 2011, ore 15:00 CEST 32ª giornata | Bassano Virtus | 0 – 0 | Reggiana |  |

| 8 maggio 2011, ore 15:00 CEST 33ª giornata | Cremonese | 0 – 0 | Bassano Virtus |  |

| 15 maggio 2011, ore 15:00 CEST 34ª giornata | Bassano Virtus | 0 – 1 | Alessandria |  |

### Coppa Italia Lega Pro
| Arbitro: | Merlino (Udine) |

|            |           |                                    |
| Gardin 28’ | Marcatori | 19’ Beccia 64’ Crocetti 69’ Mateos |

| Bassano del Grappa 18 agosto 2010, ore 17:00 CEST 2ª giornata                                     | Bassano Virtus | 2 – 2 referto                    | Sambonifacese | Stadio Rino Mercante |
| \| \| \| \| \| Crocetti 12’ (rig.) Criaco 20’ \| Marcatori \| 25’ (aut.) Basso 86’ Pietribiasi \| |                |                                  |               |                      |
|                                                                                                   |                |                                  |               |                      |
| Crocetti 12’ (rig.) Criaco 20’                                                                    | Marcatori      | 25’ (aut.) Basso 86’ Pietribiasi |               |                      |

| Arbitro: | Verdenelli (Foligno) |

|  |           |                     |
|  | Marcatori | 81’ (rig.) Iocolano |

| Arbitro: | Bellutti (Trento) |

|                           |           |           |
| Madiotto 20’ Iocolano 71’ | Marcatori | 51’ Russo |

| Arbitro: | Benassi Gian Luca (Bologna) |

|  |           |                 |
|  | Marcatori | 56’ Guariniello |

| Arbitro: | Luca Barbeno (Brescia) |

|                                                    |           |            |
| Munarini 7’ Baido 31’ Nazari 64’ (aut.) Criaco 66’ | Marcatori | 68’ Virdis |

| 17 novembre 2010, ore 14:30 CET Terzo turno - 1ª giornata |  | – Turno di riposo |  |  |

| Arbitro: | Raffaele Losito (Pesaro) |

|                 |           |              |
| Grassi 10’, 53’ | Marcatori | 34’ Madiotto |

| Arbitro: | Andrea Merlino (Udine) |

|                       |           |                                    |
| Crocetti 23’ Vigo 26’ | Marcatori | 38’ (rig.) Di Gaudio 90’ Paganelli |

## Statistiche

### Statistiche di squadra
| Competizione             | Punti | In casa | In casa | In casa | In casa | In casa | In casa | In trasferta | In trasferta | In trasferta | In trasferta | In trasferta | In trasferta | Totale | Totale | Totale | Totale | Totale | Totale | DR |
| Competizione             | Punti | G       | V       | N       | P       | Gf      | Gs      | G            | V            | N            | P            | Gf           | Gs           | G      | V      | N      | P      | Gf     | Gs     | DR |
| ------------------------ | ----- | ------- | ------- | ------- | ------- | ------- | ------- | ------------ | ------------ | ------------ | ------------ | ------------ | ------------ | ------ | ------ | ------ | ------ | ------ | ------ | -- |
| Lega Pro Prima Divisione | 42    | 17      | 6       | 7       | 4       | 15      | 11      | 17           | 4            | 5            | 8            | 11           | 18           | 34     | 10     | 12     | 12     | 26     | 29     | -3 |
| Coppa Italia Lega Pro    | -     | 4       | 2       | 2       | 0       | 10      | 6       | 4            | 3            | 0            | 1            | 6            | 3            | 8      | 5      | 2      | 1      | 16     | 9      | +7 |
| Totale                   | -     | 21      | 8       | 9       | 4       | 25      | 17      | 21           | 7            | 5            | 9            | 17           | 21           | 42     | 15     | 14     | 13     | 42     | 38     | +4 |

### Andamento in campionato
| Giornata  | 1  | 2  | 3  | 4  | 5  | 6 | 7 | 8  | 9  | 10 | 11 | 12 | 13 | 14 | 15 | 16 | 17 | 18 | 19 | 20 | 21 | 22 | 23 | 24 | 25 | 26 | 27 | 28 | 29 | 30 | 31 | 32 | 33 | 34 |
| --------- | -- | -- | -- | -- | -- | - | - | -- | -- | -- | -- | -- | -- | -- | -- | -- | -- | -- | -- | -- | -- | -- | -- | -- | -- | -- | -- | -- | -- | -- | -- | -- | -- | -- |
| Luogo     | C  | T  | T  | C  | T  | C | T | C  | T  | C  | T  | C  | T  | C  | T  | C  | T  | T  | C  | C  | T  | C  | T  | C  | T  | C  | T  | C  | T  | C  | T  | C  | T  | C  |
| Risultato | P  | N  | P  | V  | P  | V | N | P  | P  | V  | N  | P  | V  | N  | V  | N  | P  | P  | V  | V  | V  | V  | V  | N  | P  | N  | P  | N  | N  | N  | P  | N  | N  | P  |
| Posizione | 12 | 14 | 15 | 11 | 16 | 8 | 8 | 14 | 15 | 13 | 14 | 14 | 12 | 11 | 9  | 8  | 10 | 11 | 9  | 7  | 6  | 6  | 4  | 4  | 5  | 4  | 7  | 9  | 9  | 10 | 11 | 11 | 10 | 12 |

Legenda:

Luogo: C = Casa; T = Trasferta. Risultato: V = Vittoria; N = Pareggio; P = Sconfitta.